# Teratologia
Teratologia és l'estudi de les anormalitats del desenvolupament fisiològic. Sovint es pensa que és l'estudi de les anormalitats congènites, però és més ampli que això i té en compte altres estadis de desenvolupament inclosa la pubertat; i també el d'altres organismes, com ara els peixos, les aus, els amfibis, els rèptils, els insectes o les plantes. S'han trobat anomalies teratològiques en fòssils de trilobits australians del període Silurià, de plàncton nord-africà del Paleozoic inferior i d'exemplars embrionaris o acabats de néixer de coristoders xinesos del Cretaci. El terme relacionat toxicitat del desenvolupament inclou totes les manifestacions del desenvolupament anormal que són causades pel medi ambient i els mètodes usats per identificar-les. Aquestes poden incloure el retard en el creixement, el retard mental i altres trastorns congènits sense cap malformació estructural.
Els teratògens són substàncies que poden causar defectes en el naixement causats per l'acció d'un tòxic, com ara el mercuri i els seus compostos, en l'embrió o el fetus. L'exposició prenatal a l'alcohol, determinats fàrmacs, les radiacions ionitzants i algunes malalties metabòliques, deficiències nutricionals, infeccions víriques, bacterianes o protozoàries també tenen capacitat teratogènica. Demostrar la teratogenicitat d'un determinat agent lesiu biològic o ambiental és una tasca difícil que requereix un ampli treball d'epidemiologia i proves de teratologia experimental amb diversos models animals, entre ells l'embrió de pollastre.

## Etimologia
El terme teratologia prové del grec τέρας teras (genitiu τέρατος teratos), que significa "monstre" i λόγος logos,que significa "l'estudi de".